# Rue du Palais (Liège)
Pour les articles homonymes, voir Rue du Palais.

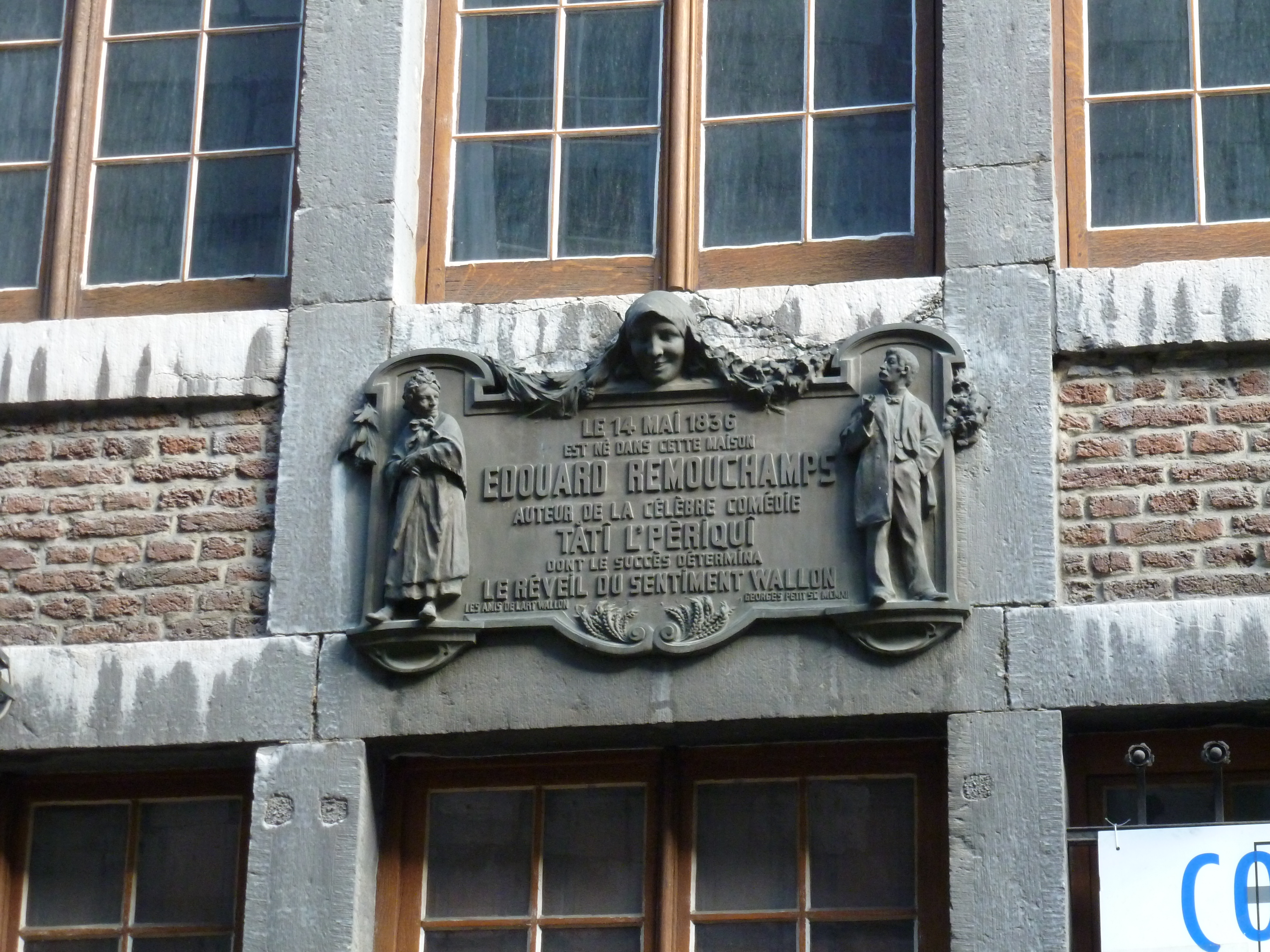
Mémorial Édouard Remouchamps par Georges Petit au no 44.

La rue du Palais à Liège est située derrière le Palais des Princes-Évêques. En 1863, elle s'appelait rue Derrière-le-Palais. Elle comporte de nombreux bâtiments anciens de style mosan, et notamment la commanderie de l'ordre Teutonique de Saint-André.

## Historique

### Basse Pierreuse
La rue était autrefois divisée en deux tronçons: le premier prolongeant Hors-Château au niveau du Couvent des frères Mineurs jusqu'au pied de la rue Pierreuse portait le nom de Aux Frères Mineurs puis de Basse Pierreuse.

### Aux Chénaux
La seconde partie de la rue s'étendait du pied de la rue Pierreuse à l'emplacement de l'ancienne place Notger, avec la désignation de la rue Aux Chénaux, ou Dessous-les-Canaux à partir du XVIIe siècle. Cette dénomination était due à la Légia, qui coulait à ciel ouvert entre les deux rues jusqu'à la réédification du palais de 1538 par Érard de La Marck et alimentait un des deux moulins banaux qui existait à Liège au XIIIe siècle. Cinq ponts, dont on ne connait pas l'emplacement, permettaient de l'enjamber. Un des ponts donnait directement accès à la porte arrière du palais des princes-évêques.

## Patrimoine classé
La liste qui suit est classé au patrimoine immobilier de la Région wallonne :
| no | Bien     | Année | Description | Code de classement |
| -- | -------- | ----- | --- | ------------------ |
| 1  | Maison   | 1989  | Façade avant et toiture | 62063-CLT-0313-01  |
| 3  | Immeuble | 1994  | Façade avant et toiture | 62063-CLT-0109-01  |
| 8  | Maison   | 1978  | Façade avant et toiture | 62063-CLT-0262-01  |
| 18 | Maison   | 1978  | Façade avant et toiture | 62063-CLT-0260-01  |
| 44 | Maison   | 1978  | Façade avant et toiture | 62063-CLT-0264-01  |
| 56 | Maison   | 1978  | Façade avant et toiture | 62063-CLT-0266-01  |
| 58 | Immeuble | 1978  | Façade avant et toiture | 62063-CLT-0295-01  |
| 58 | Annexe   | 1993  | La façade arrière et la construction haute accolée en colombage et brique sous appentis (XIXe siècle), les quatre travées de droite en façade et la toiture de l'annexe basse et perpendiculaire (XVIIIe siècle) | 62063-CLT-0296-01  |
| 60 | Immeuble | 1978  | Façade avant et toiture | 62063-CLT-0526-01  |
| 62 | Immeuble | 1978  | Façade avant et toiture | 62063-CLT-0527-01  |
| 62 | Annexe   | 1993  | La façade, la toiture et la cage d'escalier (XVIIIe siècle) de l'annexe haute et perpendiculaire en colombage (XIXe siècle), à l'exception de la partie droite                                                   | 62063-CLT-0529-01  |
| 64 | Immeuble | 1978  | Façade avant et toiture | 62063-CLT-0528-01  |
| 64 | Annexe   | 1993  | La façade arrière (XVIIe siècle), la façade, la toiture et la cage d'escalier (XVIIIe siècle) de l'annexe perpendiculaire en colombage et briques (XVIIIe siècle)                                                | 62063-CLT-0530-01  |

## Anecdotes
Le dramaturge Édouard Remouchamps est né au no 44 de la rue en 1836. Un mémorial réalisé par Georges Petit orne cette maison.

## Voies adjacentes
Des rues Hors-Château et des Mineurs vers la Place Notger :
- Rue Moray
- Rue Pierreuse
- Degrés des Dentellières (escalier)
- Place Notger
- Rue de Bruxelles